# Sjevernoberberski jezici
Sjevernoberberski jezici, podskupina od (17) berberskih jezika raširenih u sjevernoj Africi na području Sahare po državama Libija, Alžir, Tunis i Maroko. Osnovna joj je podjela na  
a) Atlaski jezici (3): judeoberberski, središnji shilha, tachelhit.
b) Kabyle (1) Alžir: kabyle.
c) Zenati (12):
a. Istočnozenatski jezici (3) Libija, Tunis: ghadamès, nafusi, sened,
b. Ghomara jezici (1) Maroko: ghomara.
c. Mzab-Wargla jezici (4) Alžir: tagargrent, tougourt, taznatit, tumzabt.
d. Riff jezici (2) Maroko: senhaja de srair, tarifit.
e. Shawiya jezici (1) Alžir: tachawit.
f. Tidikelt (1) Alžir: tidikelt.
d) chenoua, (Alžir)

## Vanjske poveznice
- Ethnologue (14th)
- Ethnologue (15th)